# Hoedenmakersboog

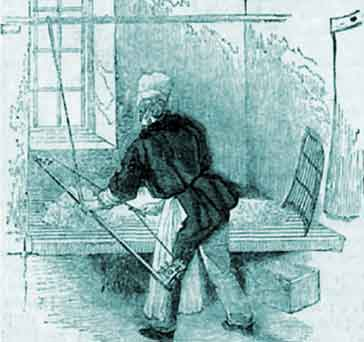
Een man op een oude gravure in de weer met een hoedenmakersboog

Een hoedenmakersboog, vlaak of slagboog is een stuk gereedschap dat gebruikt werd bij het maken van vilt voor hoeden. De boog zag eruit als een grote strijkstok, maar had in plaats van paardenhaar een enkele darmsnaar die aan het trillen kon worden gebracht.

## Oorsprong
Volgens een boek uit 1825 is de slagboog geen Europese vinding, maar stamt deze uit China of de Levant.

## Gebruik

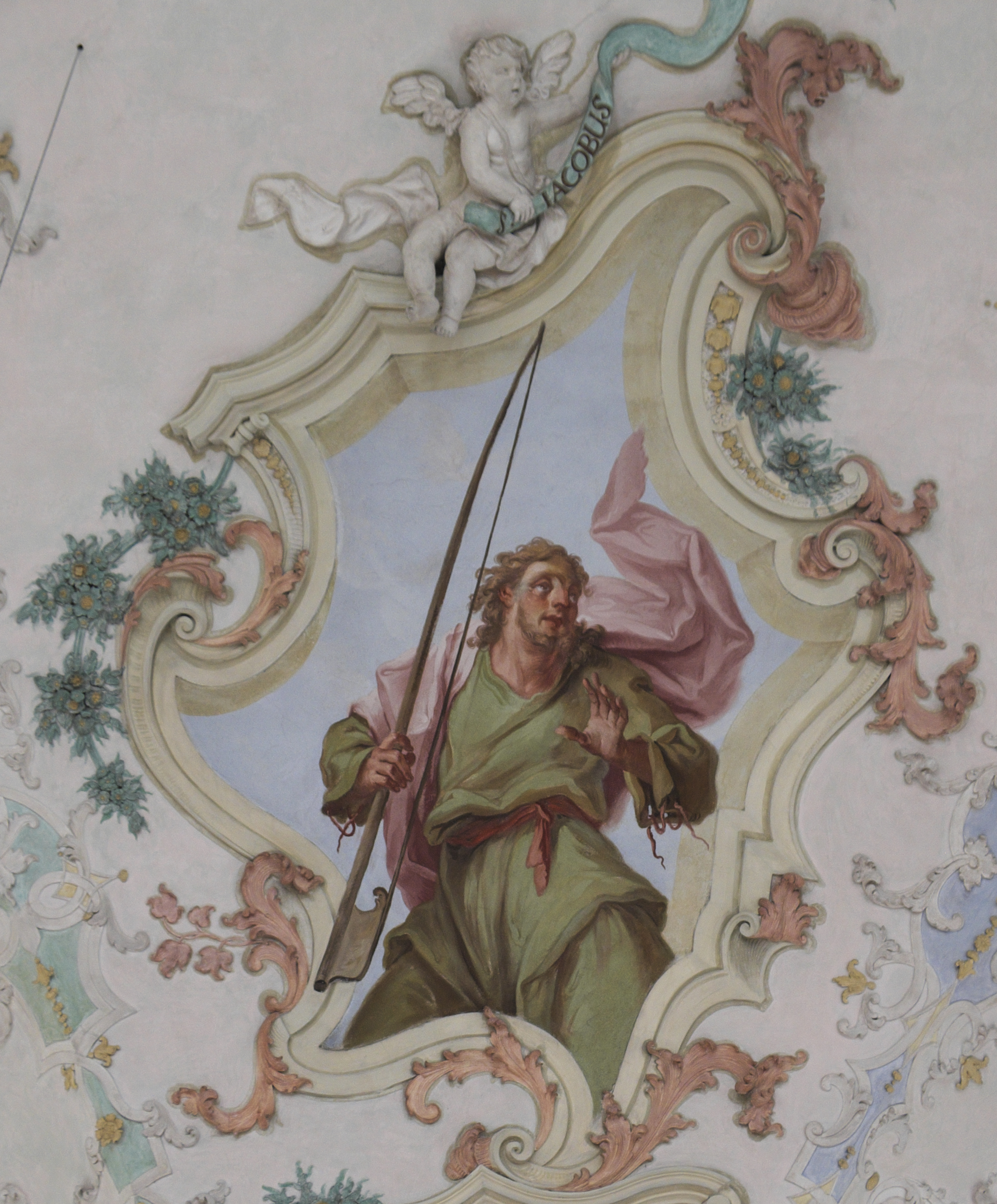
Jakobus de Mindere op een plafondschildering in de St. Martin kerk te Marktoberdorf.

De boog werd gebruikt om de vezels van met name bont te sorteren en ervoor te zorgen dat ze in dunne lagen kwamen te liggen. Om dat te bereiken werd de boog boven een stapel los gemaakte vachten gehouden. Vervolgens werd aan de snaar getokkeld zodat de losse haren in beweging kwamen. Hierbij vielen alle vuiltjes die nog in de wol zaten door gaten in de tafel op de grond. De lichtste haren kwamen hierbij het verst naar boven. Deze zijn het best geschikt voor het maken van fijn vilt voor hoeden.
Als de haren als losse lagen op elkaar lagen werden zij in een driehoekige vormen verzameld. Vier van die driehoeken werden op de vorm voor de hoed gelegd, waarna het proces van vervilten zou beginnen.
Omdat de boog erg zwaar was, hing deze aan het plafond, zodat één hand voldoende was om de boog in de juiste stand te houden, terwijl met de andere hand getokkeld werd.
Een dergelijke boog werd gebruikt in Noord-Afrika en India om katoen te kaarden.

## Wetenswaardigheden
De heilige Jakobus de Mindere heeft als attribuut een hoedenmakersboog, hoewel hij ook wel wordt afgebeeld met een voldershamer, een ander gereedschap dat gebruikt werd om vilt te maken.